# Cincinnati Open 1999 - Qualificazioni singolare
Le qualificazioni del singolare  del Cincinnati Open 1999 sono state un torneo di tennis preliminare per accedere alla fase finale della manifestazione. I vincitori dell'ultimo turno sono entrati di diritto nel tabellone principale. In caso di ritiro di uno o più giocatori aventi diritto a questi sono subentrati i lucky loser, ossia i giocatori che hanno perso nell'ultimo turno ma che avevano una classifica più alta rispetto agli altri partecipanti che avevano comunque perso nel turno finale.
Le qualificazioni del torneo Cincinnati Open 1999 prevedevano 28 partecipanti di cui 7 sono entrati nel tabellone principale.

## Teste di serie
1. Arnaud Clément (Qualificato)
2. Mark Woodforde (Qualificato)
3. Ramón Delgado (Qualificato)
4. Bernd Karbacher (ultimo turno)
5. Wayne Arthurs (Qualificato)
6. Martin Damm (ultimo turno)
7. Ivan Ljubičić (Qualificato)

1. Wayne Black (Qualificato)
2. Sébastien Lareau (ultimo turno)
3. Maks Mirny (ultimo turno)
4. Axel Pretzsch (Qualificato)
5. Mosè Navarra (ultimo turno)
6. Michael Joyce (primo turno)
7. Alex O'Brien (ultimo turno)

## Qualificati
1. Arnaud Clément
2. Mark Woodforde
3. Ramón Delgado
4. Axel Pretzsch

1. Wayne Arthurs
2. Wayne Black
3. Ivan Ljubičić

## Tabellone

### Legenda
| - Q = Qualificato - WC = Wild card - LL = Lucky loser | - ALT = Alternate - SE = Special Exempt - PR = Protected Ranking | - w/o = Walkover - r = Ritirato - d = Squalificato |

### Sezione 1
|  | Primo turno | Primo turno       | Primo turno       | Primo turno | Primo turno |  |  | Ultimo turno | Ultimo turno   | Ultimo turno | Ultimo turno | Ultimo turno |  |
|  |             |                   |                   |             |             |  |  |              |                |              |              |              |  |
|  | 1           | Arnaud Clément    | Arnaud Clément    | 6           | 6           |  |  |              |                |              |              |              |  |
|  |             | Jeff Morrison     | Jeff Morrison     | 1           | 2           |  |  | 1            | Arnaud Clément | 6            | 2            | 7            |  |
|  | 14          | Alex O'Brien      | Alex O'Brien      | 6           | 6           |  |  | 14           | Alex O'Brien   | 2            | 6            | 5            |  |
|  |             | Cristiano Caratti | Cristiano Caratti | 0           | 3           |  |  |              |                |              |              |              |  |

### Sezione 2
|  | Primo turno | Primo turno     | Primo turno     | Primo turno | Primo turno |  |  | Ultimo turno | Ultimo turno   | Ultimo turno   | Ultimo turno | Ultimo turno |  |
|  |             |                 |                 |             |             |  |  |              |                |                |              |              |  |
|  | 2           | Mark Woodforde  | Mark Woodforde  | 6           | 6           |  |  |              |                |                |              |              |  |
|  |             | Bob Bryan       | Bob Bryan       | 4           | 2           |  |  | 2            | Mark Woodforde | Mark Woodforde | 6            | 6            |  |
|  | 12          | Mosè Navarra    | Mosè Navarra    | 6           | 6           |  |  | 12           | Mosè Navarra   | Mosè Navarra   | 0            | 3            |  |
|  |             | Michael Tebbutt | Michael Tebbutt | 3           | 1           |  |  |              |                |                |              |              |  |

### Sezione 3
|  | Primo turno | Primo turno     | Primo turno | Primo turno | Primo turno |  |  | Ultimo turno | Ultimo turno  | Ultimo turno  | Ultimo turno | Ultimo turno |  |
|  |             |                 |             |             |             |  |  |              |               |               |              |              |  |
|  | 3           | Ramón Delgado   | 6           | 2           | 6           |  |  |              |               |               |              |              |  |
|  |             | Barry Cowan     | 2           | 6           | 1           |  |  | 3            | Ramón Delgado | Ramón Delgado | 6            | 6            |  |
|  |             | Michael Joyce   | 6           | 4           | 7           |  |  |              | Michael Joyce | Michael Joyce | 3            | 2            |  |
|  | 13          | Todd Woodbridge | 3           | 6           | 6           |  |  |              |               |               |              |              |  |

### Sezione 4
|  | Primo turno | Primo turno     | Primo turno     | Primo turno | Primo turno |  |  | Ultimo turno | Ultimo turno    | Ultimo turno    | Ultimo turno | Ultimo turno |  |
|  |             |                 |                 |             |             |  |  |              |                 |                 |              |              |  |
|  | 4           | Bernd Karbacher | Bernd Karbacher | 6           | 6           |  |  |              |                 |                 |              |              |  |
|  |             | Mike Bryan      | Mike Bryan      | 2           | 2           |  |  | 4            | Bernd Karbacher | Bernd Karbacher | 4            | 5            |  |
|  | 11          | Axel Pretzsch   | 3               | 6           | 6           |  |  | 11           | Axel Pretzsch   | Axel Pretzsch   | 6            | 7            |  |
|  |             | Wynn Criswell   | 6               | 3           | 2           |  |  |              |                 |                 |              |              |  |

### Sezione 5
|  | Primo turno | Primo turno   | Primo turno | Primo turno | Primo turno |  |  | Ultimo turno | Ultimo turno  | Ultimo turno  | Ultimo turno | Ultimo turno |  |
|  |             |               |             |             |             |  |  |              |               |               |              |              |  |
|  | 5           | Wayne Arthurs | 4           | 6           | 7           |  |  |              |               |               |              |              |  |
|  |             | Michael Hill  | 6           | 3           | 6           |  |  | 5            | Wayne Arthurs | Wayne Arthurs | 6            | 6            |  |
|  | 10          | Maks Mirny    | Maks Mirny  | 6           | 6           |  |  | 10           | Maks Mirny    | Maks Mirny    | 3            | 4            |  |
|  |             | Marq Foster   | Marq Foster | 3           | 2           |  |  |              |               |               |              |              |  |

### Sezione 6
|  | Primo turno | Primo turno   | Primo turno   | Primo turno | Primo turno |  |  | Ultimo turno | Ultimo turno | Ultimo turno | Ultimo turno | Ultimo turno |  |
|  |             |               |               |             |             |  |  |              |              |              |              |              |  |
|  | 6           | Martin Damm   | 4             | 6           | 6           |  |  |              |              |              |              |              |  |
|  |             | Mark Knowles  | 6             | 1           | 4           |  |  | 6            | Martin Damm  | Martin Damm  | 3            | 2            |  |
|  | 8           | Wayne Black   | Wayne Black   | 6           | 6           |  |  | 8            | Wayne Black  | Wayne Black  | 6            | 6            |  |
|  |             | Kevin Ullyett | Kevin Ullyett | 0           | 4           |  |  |              |              |              |              |              |  |

### Sezione 7
|  | Primo turno | Primo turno      | Primo turno      | Primo turno | Primo turno |  |  | Ultimo turno | Ultimo turno     | Ultimo turno     | Ultimo turno | Ultimo turno |  |
|  |             |                  |                  |             |             |  |  |              |                  |                  |              |              |  |
|  | 7           | Ivan Ljubičić    | Ivan Ljubičić    | 7           | 6           |  |  |              |                  |                  |              |              |  |
|  |             | Jared Palmer     | Jared Palmer     | 6           | 4           |  |  | 7            | Ivan Ljubičić    | Ivan Ljubičić    | 6            | 7            |  |
|  | 9           | Sébastien Lareau | Sébastien Lareau | 6           | 6           |  |  | 9            | Sébastien Lareau | Sébastien Lareau | 1            | 6            |  |
|  |             | Jonathan Stark   | Jonathan Stark   | 3           | 3           |  |  |              |                  |                  |              |              |  |